# Gayomard

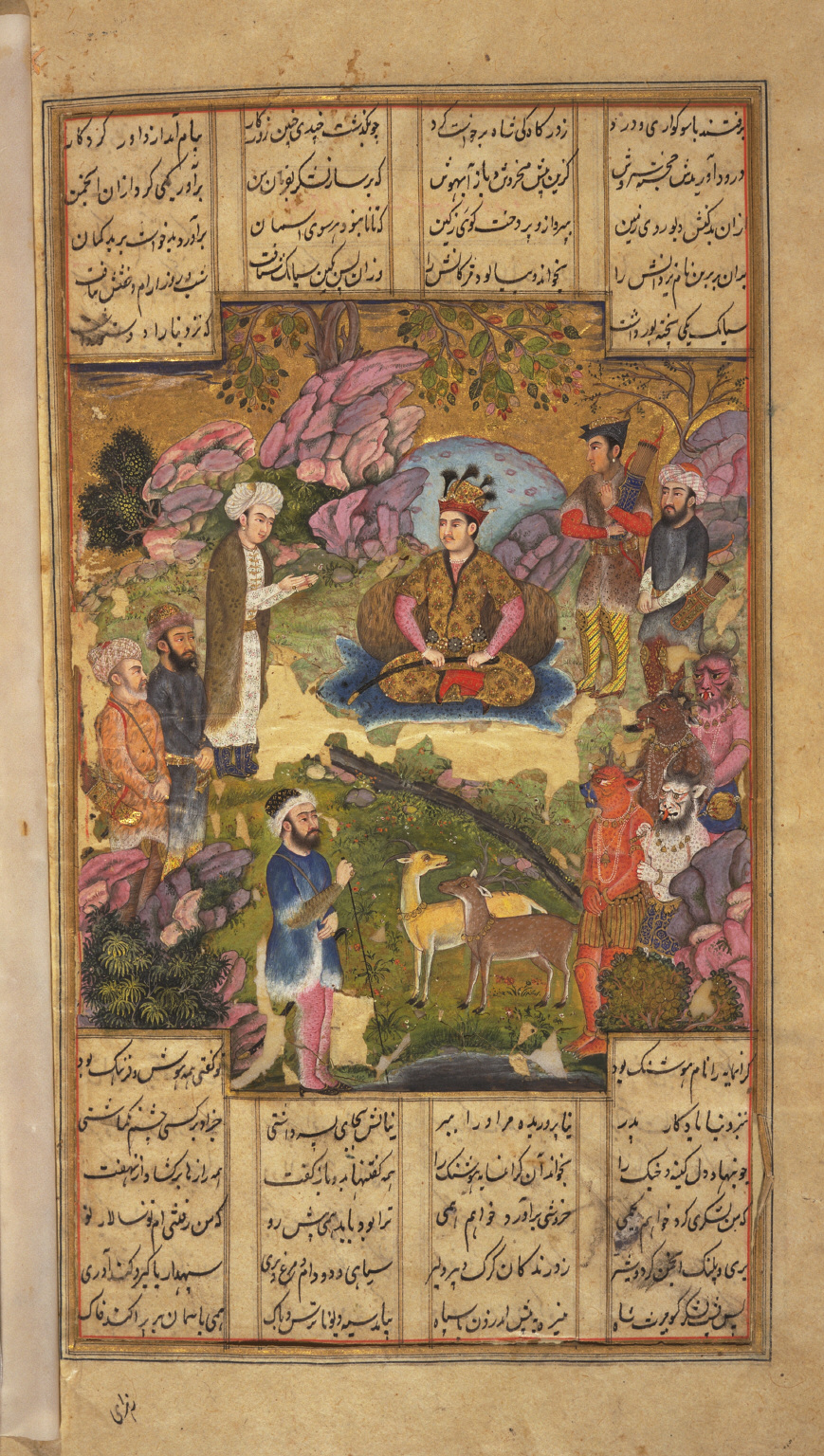
Manuscript met afbeelding van Gayomard die instructies geeft aan zijn officieren.

Gayomard (Kayumars) (Perzisch: کیومرث) is de eerste man of eerste sterfelijke voorouder in de zoroastrische mythologie. Gayomard komt van het Oud-Perzische "gayo", dat leven betekent, en "maretan", dat sterfelijk betekent. Gayomard is daarmee ook de personificatie van Het Sterfelijk Leven als idee. 
Ahura Mazda, de god van de goede, schiep de wereld en alle wezens. Als zesde taak schiep hij Gayomard. Ahriman, de god van het kwade, gaf niet de toestemming tot het eeuwige leven. En hij gaf de Gayomard ziekte en een beperkt bestaan. Na het overlijden viel zijn zaad op de aarde, die de moeder was. Een rabarberplant groeide waar zijn zaad de aarde raakte en uit de plant groeiden Mashya en Mashyana, de man en vrouw van de tweede generatie.
Gayomard had een hond genaamd "Gele Oren" als kameraad. Toen Gayomard overleed kwam de hond naar de overledene en hielp hem de Brug der Scheiding over te steken.

## Shahnameh
In de Sjahnama, het boek over de geschiedenis van de Perzische sjahs van de dichter Ferdowsi uit de 10e eeuw, is Kayumars de eerste mens die heer van de wereld is. Kayumars en zijn mensen gaan gekleed in de huid van een luipaard. Hij leert de mensen hoe ze eten kunnen bereiden en kleding maken en regeert dertig jaar. Zijn zoon heet Siamak en Ahriman is zijn enige vijand. Ahrimans zoon, de zwarte demon, verzamelt een leger om de koning aan te vallen. De engel Sorush verschijnt voor Siamak en vertelt hem van de voorbereidingen van de vijand. Siamak verzamelt zijn eigen leger en in de strijd die losbarst wordt Siamak door de zwarte demon gedood, waarna Kayumars een jaar rouwt. Dan komt Sorush met een boodschap van God om de demonen te bestrijden. Kayumars geeft Hushang, Siamaks zoon, het bevel over het leger, dat uit feeën, luipaarden, leeuwen, wolven, tijgers, vogels en gedomesticeerde dieren bestaat. De demonen worden door de dieren verslagen, waarna Hushang de zwarte demon in tweeën splijt, hem het hoofd afslaat en zijn vel afstroopt. Kayumars leven loopt ten einde nu hij zijn wraak voor Siamaks dood heeft bereikt en Hushang volgt hem op.